# یخدان

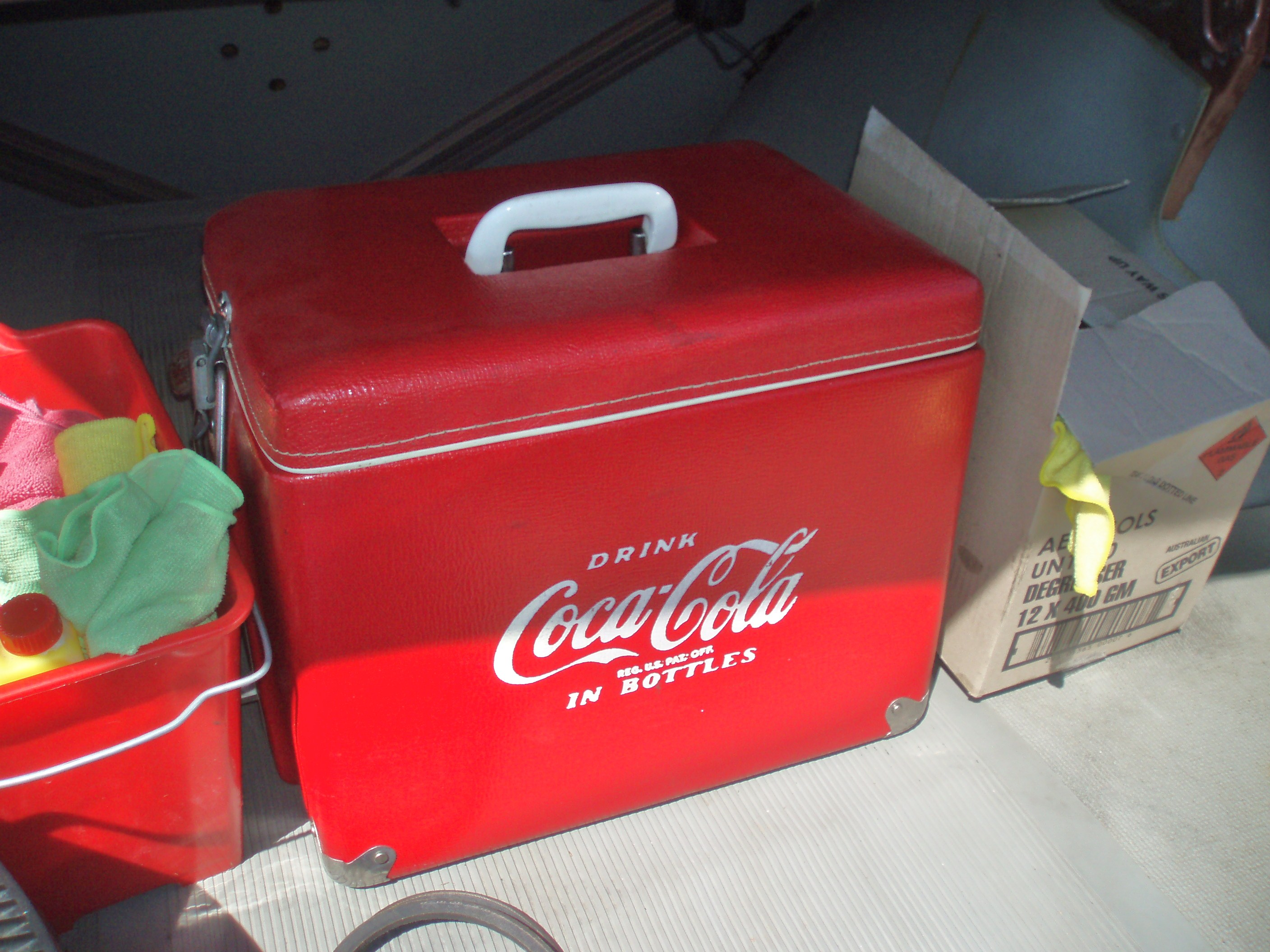

یخدان یا کولر (به انگلیسی: cooler) صندوق یونولیتی چوبی یا فلزی یا پلاستیکی برای نگه داشتن قطعات یخ، حتی مایعات و جامداتی است؛ که نیاز دارند که در طی انتقال در دمای پایین، منتقل شوند. یخدان، شربت خانه صندوق مانندی است؛ که معمولاً در سفرها خوراکی‌های فاسد شدنی را در آن قرار می‌دهند.
امروزه، یخدان‌ها مصارف زیادی در صنعت؛ مصارف خانگی، حمل دارو، حمل فراورده‌های شیلات مانند ماهی و میگو حمل خون و غیره دارند.